# سد فوتاي
سد فوتاي هو سد تم بناؤه على نهر كييوتسوا، نظام نهر شينانو، ويقع في يوزاوا، محافظة نيغاتا، اليابان. 

```
يشكل السد الذي يبلغ ارتفاعه 87 مترًا والمملوء بالصخور الخزان السفلي لمحطات 
الطاقة الكهرومائية
 ذات التخزين والضخ الكبيرة الحجم التابعة لشركة جيه باور (شركة تطوير الطاقة الكهربائية المحدودة) أوكو سيزو وأوكو سيزو رقم 2. يتم نقل المياه باستمرار بين الخزان العلوي وسد كاسا (بحيرة تاشيرو) والخزان السفلي، مما يوفر ما يصل إلى 1600 ميغاواط من الكهرباء.
```

## التاريخ
باعتباره أطول نهر في اليابان، بعد مروره بمحافظة ناغانو، يلتقي نهر شينانو بالعديد من الروافد أثناء تدفقه عبر محافظة نيغاتا. بعد الحرب العالمية الثانية، بدأت شركة جيه باور التي تم تشكيلها حديثًا العمل على تطوير مشاريع الطاقة الكهرومائية على نظام نهر كييوتسو. تضم المنطقة الجبلية العديد من محطات الطاقة الكهرومائية بسبب تساقط الثلوج الكثيفة ووفرة المنحدرات بسبب طوبولوجيتها. في ستينيات القرن العشرين، أكملت شركة جيه باور العمل على السدين الأول والثاني على نهر كوروماتا على نظام نهر كييوتسو. وشهدت السبعينيات بدء الشركة العمل على إنشاء محطة طاقة كبيرة الحجم تعمل بالضخ والتخزين على الروافد العليا لنهر كييوتسو. تم بناء سد على نهر كييوتسو، الذي ينبع من جبل نايبا على حدود محافظة ناغانو ويتدفق إلى نهر شينانو، ورافده، نهر كاسا. ومن هنا، يتم استخدام اختلافات الارتفاع بينهما لتوليد ما يصل إلى 1000 ميغاواط من الكهرباء. بدأت أعمال البناء في عام 1972 واكتملت في عام 1978.
بعد ذلك، بدأت أعمال إضافية لتعزيز إنتاج الطاقة بمقدار 600 ميغاواط إضافية، مما أدى إلى إنشاء محطة الطاقة رقم 2 في أوكو-كيوتسو، والتي تم الانتهاء من بنائها في عام 1996. مما ساهم في التعزيز من الإنتاج ولقد وصلت محطات الطاقة إلى إنتاج إجمالي قدره 1600 ميغاواط، لتصبح واحدة من أكبر مجمعات محطات الطاقة المخزنة بالضخ في اليابان.